# Flå (singolo)
Flå è il singolo di debutto della cantante danese Medina, pubblicato il 9 marzo 2007 dall'etichetta discografica At:tack. Il singolo è incluso nell'album di debutto della cantante, Tæt på.

## Tracce
Download digitale
1. Flå (con Ruus) - 3:24